# Crveni ris
Crveni ris (lat. Felis rufus) je sjevernoamerička mačka iz potporodice malih mačaka. Pojavio se u razdoblju irvingtona prije oko 1,8 milijuna godina. S dvanaest priznatih podvrsta raspon joj se kreće od južne Kanade do sjevernog Meksika, uključujući i većinu kontinentalnih Sjedinjenih Američkih Država. Prilagodljiv je grabežljivac koji živi u šumovitim područjima, kao i u polupustinjama, rubovima šuma, gradskim rubovima i močvarnim područjima.

## Taksonomija
Bilo je dosta rasprava oko toga treba li crveni ris nositi znanstveni naziv Lynx rufus ili Felis rufus, odnosno, treba li biti dio roda Lynx ili biti smješten kao podrod Felisa. Rod Lynx sada je prihvaćen, te se u modernim taksonomskim izvorima crveni ris navodi kao Lynx rufus.
Vjeruje se da je evoluirao od običnog risa, koji je prešao u Sjevernu Ameriku preko Beringije tijekom pleistocena, a preci su mu se pojavili prije 2,6 milijuna godina. Jedna populacija običnog risa preselila se u južni dio Sjeverne Amerike, a na sjever nisu došli zbog ledenjaka. Ta je populacija prije 20 000 godina evoluirala u crvenog risa. Druga populacija došla je iz Azije i nastanila se na sjeveru, razvijajući se u modernog kanadskog risa. Često se može dogoditi križanje crvenog i kanadskog risa.

### Podvrste
Trenutno je prepoznato dvanaest podvrsta crvenog risa:
- L. rufus rufus (Schreber) – istočne i srednjezapadne SAD.
- L. rufus gigas (Bangs) – sjeverni New York do Nove Scotie i Novog Brunswicka.
- L. rufus floridanus (Rafinesque) – jugoistočne SAD i unutrašnjost do doline Mississippija, sve do jugozapadnog Missourija i sjevernog Illinoisa.
- L. rufus superiorensis (Peterson i Downing) – zapadno područje Velikih jezera, uključujući gornji Michigan, Wisconsin, južni Ontario, i većinu Minnesote.
- L. rufus baileyi (Merriam) – jugozapadne SAD i sjeverozapadni Meksiko.
- L. rufus californicus (Mearns) – zapad Kalifornije, Sierra Nevada (SAD).
- L. rufus escuinipae (J. A. Allen) – središnji Meksiko, sa sjevernim proširenjem uzduž zapadne obale do južne Sonore.
- L. rufus fasciatus (Rafinesque) – Oregon, Washington zapad Kaskadskih planina, sjeverozapadna Kalifornija, i jugozapadna Britanska Kolumbija.
- L. rufus oaxacensis (Goodwin) – Oaxaca
- L. rufus pallescens (Merriam) – sjeverozapadni SAD, južna Britanska Kolumbija, Alberta i Saskatchewan.
- L. rufus peninsularis (Thomas) – Baja California
- L. rufus texensis (Mearns) – zapadna Louisiana, Texas, južnosredišnja Oklahoma, Tamaulipas, Nuevo León, i Coahuila.[6]

## Tjelesna obilježja
Crveni ris nalikuje svim vrstama iz roda riseva, ali u prosjeku je najmanji od sve četiri vrste. Manji je od kanadskog risa, s kojim dijeli raspon veličine, ali je dvaput veći od domaće mačke. Krzno je krhko, ali prilično dugo i gusto.
Sa sivom do smeđom dlakom, zaliscima na licu i crnim resastim ušima, crveni ris nalikuje na druge vrste svoga roda koje su srednje veličine. Ima karakteristične crne pruge na prednjim nogama i zdepast rep s crnim vrhom. Nos mu je ružičasto-crven. Oči su žute boje, s crnim zjenicama. Zjenice su okrugle, i proširuju se tijekom noći da bi se pojačala osjetljivost na svjetlost. Ima oštar sluh, vid i osjetilo mirisa. Odličan je penjač, a ako je potrebno i dobro pliva, ali inače izbjegava vodu.
Odrasli su mužjaci dugi 71-100 centimetara, u prosjeku 89 centimetara, s repom od 10 do 18 centimetara duljine. Teški su od 9,1 do 14 kilograma, a ženke 5,9 do 9,5 kilograma. Najveći izmjereni crveni ris bio je težak 22,2 kilograma, iako postoje i neki izvještaji od jednom teškom 27 kilograma. Raspon ramena je 51-61 centimetar. Crveni ris je mišićav, a stražnje noge su dulje od prednjih. Pri rođenju je težak 270-340 grama, te je dug oko 25 centimetara. Do prve godine života dosegne oko 4,5 kg.
Ova mačka je veća u sjevernom rasponu i otvorenim staništima. Studija usporedbi morfoloških veličina u istočnom SAD-u našla je neslaganje kod najvećih muških i ženskih jedinki, što upućuje na različite selekcije ograničenja za spolove.

## Ponašanje
Aktivna je tri sata prije zalaska sunca do ponoći, i onda opet od prije zore do tri sata nakon izlaska sunca. Svake noći propješači 3,2-11 kilometara. Takvo ponašanje varira ovisno o godišnjim dobima, u jesen i zimu postaje dnevno aktivna. Ovo je odgovor na aktivnost njegovog plijena, koji su aktivniji tijekom dana u zimskim mjesecima.

## Vanjske poveznice
Ostali projekti
|  | Zajednički poslužitelj ima stranicu o temi Crveni ris    |
|  | Zajednički poslužitelj ima još gradiva o temi Crveni ris |
|  | Wikivrste imaju podatke o taksonu Crveni ris             |